# قرار مجلس الأمن التابع للأمم المتحدة رقم 1838
قرار مجلس الأمن التابع للأمم المتحدة رقم 1838 يدعو الدول التي لديها سفن في منطقة القرصنة الصومالية إلى استخدام القوة العسكرية كوسيلة لقمع أعمال القرصنة. تم اعتماد القرار بالإجماع في 7 أكتوبر / تشرين الأول 2008، وأوصى بأن تلتزم الدول بقوات بحرية وجوية لمحاربة هذه الجريمة. تمت صياغة النص من قبل السلطات الفرنسية.

## روابط خارجية
- نص القرار في undocs.org